# Marvin Chávez
Marvin Antonio Chávez (ur. 3 listopada 1983 w La Ceiba) – honduraski piłkarz występujący na pozycji skrzydłowego, od 2016 zawodnik amerykańskiego Rayo OKC.

## Kariera klubowa
Chávez pochodzi z miasta La Ceiba i swoją karierę piłkarską rozpoczynał w tamtejszej drużynie CD Victoria. W Liga Nacional de Fútbol de Honduras zadebiutował w wieku 22 lat i szybko został czołowym zawodnikiem swojej ekipy. W wiosennym sezonie Clausura 2006 wywalczył z Victorią tytuł wicemistrzowski i był to zarazem jego jedyny sukces odniesiony z macierzystym klubem. W lipcu 2008 przeszedł do zespołu CD Marathón z siedzibą w San Pedro Sula i już w swoim pierwszym sezonie, Apertura 2008, zdobył z nim premierowe mistrzostwo Hondurasu, będąc podstawowym piłkarzem drużyny. Rok później, w rozgrywkach Apertura 2009, także nieznacznie przyczynił się do zdobycia mistrzostwa kraju – z powodu transferu rozegrał wówczas tylko jeden mecz na początku sezonu.
Latem 2009 Chávez przeszedł do amerykańskiego klubu FC Dallas. W Major League Soccer zadebiutował 12 września w wygranym 6:3 spotkaniu z Los Angeles Galaxy. Już w kolejnym sezonie był podstawowym piłkarzem zespołu i pierwszego gola strzelił 25 września 2010 w wygranej 3:1 ligowej konfrontacji z Kansas City Wizards. W tych samych rozgrywkach wywalczył ze swoją drużyną wicemistrzostwo Stanów Zjednoczonych, po uprzednim triumfie w fazie play-off konferencji zachodniej. W grudniu 2011 został oddany do San Jose Earthquakes. 26 lutego 2015 został piłkarzem San Antonio Scorpions.

## Kariera reprezentacyjna
W seniorskiej reprezentacji Hondurasu Chávez zadebiutował 12 lutego 2006 w wygranym 1:0 meczu towarzyskim z Chinami. W 2009 roku został powołany przez kolumbijskiego selekcjonera Reinaldo Ruedę na Puchar Narodów UNCAF, gdzie jego kadra zajęła trzecie miejsce, za to on sam zdobył premierowego gola w drużynie narodowej – 26 stycznia w wygranym 2:0 meczu fazy grupowej z Salwadorem. Kilka miesięcy później znalazł się w składzie na Złoty Puchar CONCACAF, rozgrywając na nim cztery mecze, a Honduras odpadł ostatecznie w półfinale. Wziął także udział w udanych eliminacjach do Mistrzostw Świata 2010, jednak nie został powołany na światowy czempionat. W 2011 roku triumfował w turnieju Copa Centroamericana, gdzie wystąpił w czterech spotkaniach i strzelił gola w półfinale z Salwadorem (5:0). Grał również w eliminacjach do Mistrzostw Świata 2014, podczas których wpisał się na listę strzelców w konfrontacji z Kubą (3:0).
Jest częścią drużyny Hondurasu na 2014 FIFA World Cup w Brazylii.